# Séisme de 2021 aux Îles Kermadec
Le séisme de 2021 aux Îles Kermadec est un tremblement de terre qui s'est produit aux Îles Kermadec le 5 mars 2021. La magnitude était de 8,1. Il y a eu une alerte tsunami, mais finalement levée par la suite. 